# Обмундирування

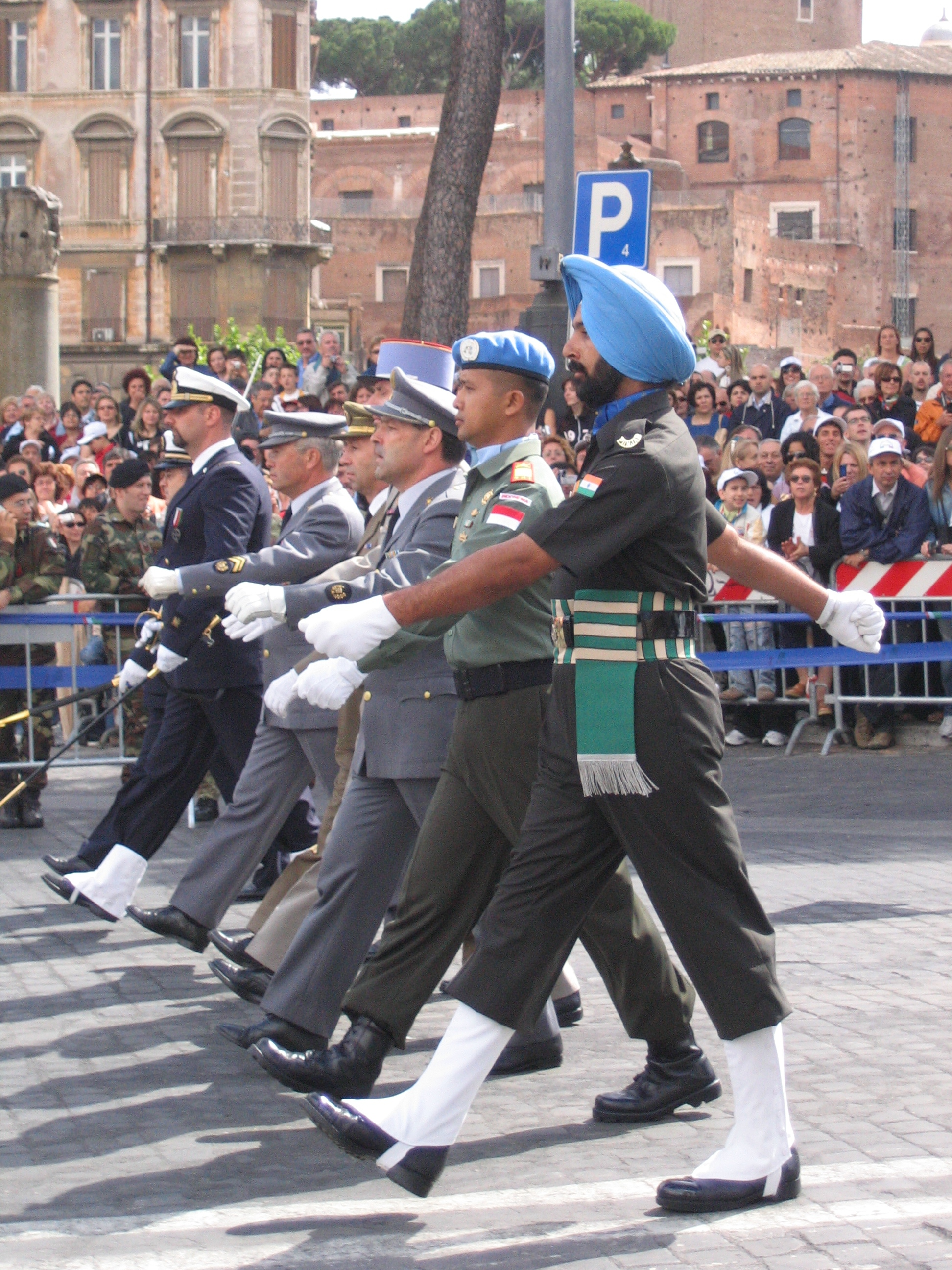
Обмундирування представників різних країн. 2007

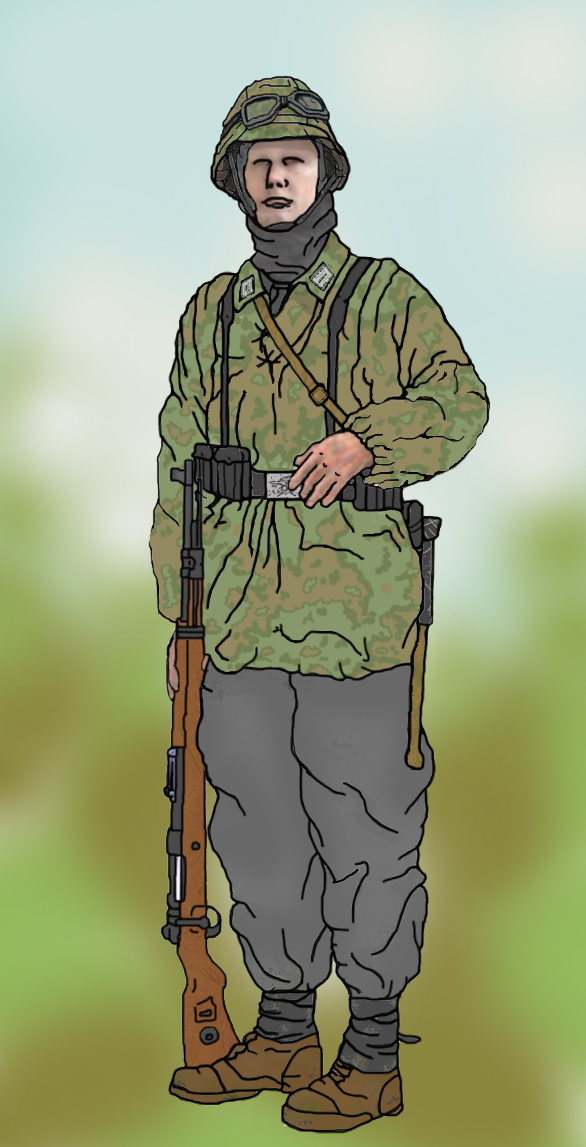
Солдат вермахту часів Другої світової війни.

Обмундирува́ння — узагальнена назва предметів форменого одягу військовослужбовців. Обмундирування має особливі відмітні ознаки: встановлені колір, конструкцію (крій), емблеми, кант, ґудзики тощо. Як правило, обов'язковим елементом обмундирування є знаки розрізнення військовослужбовців. Обмундирування вводиться з врахуванням забезпечення найкращого виконання обов'язків військової служби. Його відмітні ознаки дозволяють розпізнавати військовослужбовців по їх військових званнях, належності до родів військ (спеціальним військам), видів збройних сил, а також до тієї або іншої держави.
Одноманітність, якість і зручність обмундирування мають важливе значення для підтримки військової дисципліни і порядку, збереження сил і здоров'я військовослужбовців і таким чином впливають на боєздатність військ.
До основних предметів обмундирування в збройних силах відноситься: верхній одяг (шинель, бушлат, пальто, плащ-накидка, плащ-намет, мундир, кітель, куртка, тужурка, штани тощо); головні убори (папаха, шапка-вушанка, кашкет, кашкет-безкозирка, пілотка, берет, шолом); верхні сорочки, краватки, кашне, рукавички; взуття (чоботи, черевики, напівчеревики); пояс, поясний ремінь, спорядження. Маючи певні відмінності в кольорі, крої і якості матеріалів, з яких вони виготовляються, предмети обмундирування є приналежністю того або іншого виду військової форми одягу — парадної, парадно-вихідної, повсякденної, польової і робочої.
Кожен з видів військової форми включає предмети літнього і зимового обмундирування, а у військово-морських силах, крім того, має номер, що позначає певне поєднання предметів обмундирування для носіння відповідно до сезонних і погодних умов. На постачанні армій країн світу можуть знаходитися також низка спеціальних видів обмундирування: для районів з холодним і особливо холодним кліматом, що утеплює; полегшене, для районів з жарким кліматом; особливе парадне обмундирування для почесної варти; зимове польове обмундирування; польове обмундирування для тропіків, субтропіків та пустелі; захисний одяг, одяг спеціальний тощо.
З метою максимального задоволення потреб військ до обмундирування пред'являється ряд вимог. Найважливіші з них — гігієнічні (теплопровідність, повітропроникність, гігроскопічність тощо); тактико-технічні (зручність при носінні і підгонці, сполучуваність з ношеною зброєю і спорядженням, захисні здібності, міцність тощо); художньо-естетичні (відповідність конструкції, форми і кольори обмундирування його цільовому призначенню і порі року, збереження форми і кольору після прань або спецобробок і інші).
Залежно від призначення обмундирування можуть бути додані такі специфічні властивості, як вогнестійкість, грязестійкість, влаго- і пиленепроникність, маскування стосовно умов місцевості тощо. Для виготовлення обмундирування використовуються шерстяні, напівшерстяні, бавовняні, бавовно-лавсанові, лляні та синтетичні матеріали.
Вибір матеріалів і конструкція обмундирування визначаються його призначенням і загальногігієнічними вимогами. Порядок використання предметів обмундирування визначається особливими Правилами носіння військової форми одягу.